# Dapsilarthra himachali
Dapsilarthra himachali är en stekelart som beskrevs av Bhat 1979. Dapsilarthra himachali ingår i släktet Dapsilarthra och familjen bracksteklar. Inga underarter finns listade i Catalogue of Life.